# Леви
Вижте пояснителната страница за други значения на Леви.
Леви (на фински: Levi) е най-големият ски курорт във Финландия, избиран за най-добър ски курорт в страната няколко пъти. Намира се в община Китиле (Kittilä), провинция Лапландия, на 170 километра северно от северния полярен кръг. 
Легловата база на курорта е с капацитет 24 000 легла. Достига се със самолет до летище Китиле (IATA: KTT) или влак до Колари. Годишният брой посетители е 650 хиляди с 2,5 млн. нощувки. Има 43 писти за алпийски ски, от които 17 са осветени. Денивелацията е 325 метра. Най-дългата писта за спускане е 2500 метра. Има детски писти и съоръжения за сноуборд. Трасетата за ски бягане в курорта са с дължина 230 км, от които 28 км са осветени. Има и 886 км трасета за сноумобили.
В Леви се провежда кръг от Световната купа по ски алпийски дисциплини от 28 февруари 2004 г. От 2006 г. тук се провежда първият слалом за сезона на жените и мъжете. 